# Saint-Paul-aux-Bois
Saint-Paul-aux-Bois település Franciaországban, Aisne megyében. Lakosainak száma 360 fő (2022. január 1.). Saint-Paul-aux-Bois Besmé, Bichancourt, Blérancourt, Champs, Manicamp, Pierremande, Saint-Aubin és Trosly-Loire községekkel határos.

## Népesség
A település népessége az elmúlt években az alábbi módon változott:
| Lakosok száma | 347  | 323  | 385  | 390  | 395  | 394  | 389  | 373  | 368  | 360  |
|               | 1968 | 1982 | 1990 | 2006 | 2013 | 2015 | 2017 | 2019 | 2020 | 2022 |